# Forum Italia Giappone

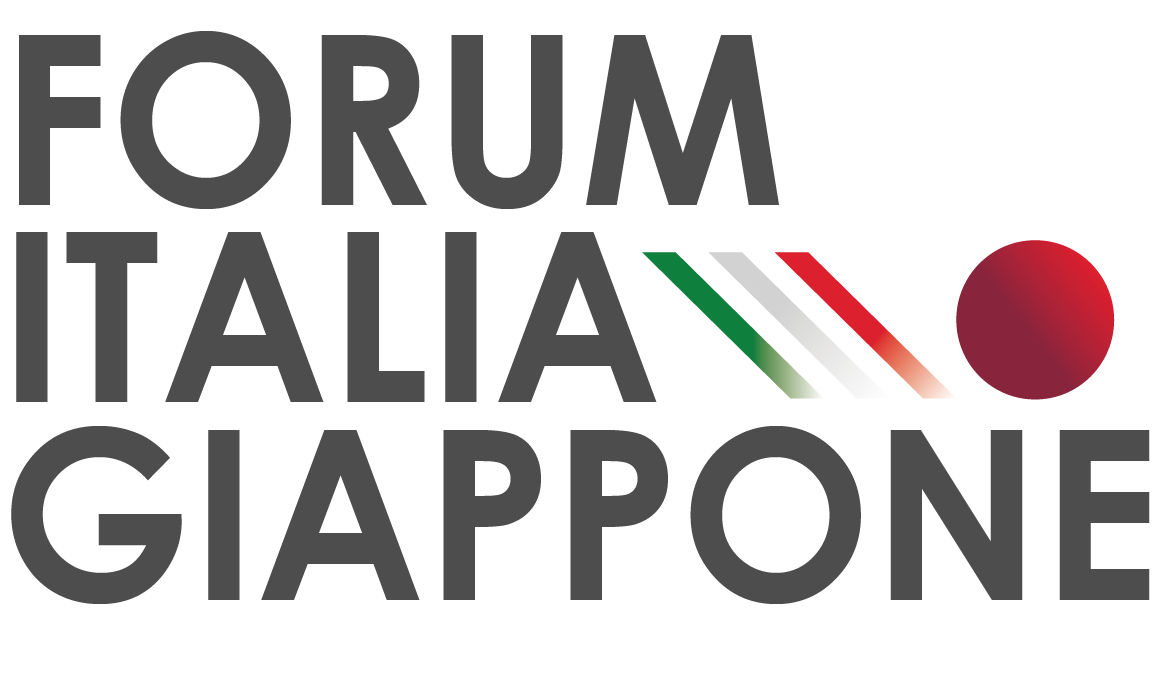
Il logo del Forum Italia Giappone.

Il Forum Italia Giappone è la riunione annuale organizzata da Japan Italy Economic Federation (JIEF) per promuovere le relazioni politiche, economiche e culturali tra Italia e Giappone.
Nato nel 2013 come Nishinippon Business Forum, l’evento prende il nome attuale nel 2020, alla sua ottava edizione, con lo scopo di comunicare in modo più immediato la sua funzione di supporto al libero dialogo tra Italia e Giappone.

## Obiettivi
L’incontro coinvolge autorità e rappresentanti del mondo politico, istituzionale e imprenditoriale di entrambi i paesi, e mira a creare occasioni di confronto sulle dinamiche in atto, favorendo la convergenza dei protagonisti su progetti e iniziative.

## Edizioni

### Prima edizione (2020)
La prima edizione dell'evento con il nome Forum Italia Giappone si è tenuto a Fukuoka il 30 ottobre 2020 con il patrocinio della Japan Business Federation (Keidanren). In linea con le misure imposte dall’emergenza pandemica del Covid-19, l’evento si è svolto in parte alla presenza delle autorità e in parte tramite interventi in videoconferenza di ospiti di rilievo, rappresentanti del governo e delle istituzioni.
Fulcro centrale dell’incontro è stata l’analisi degli scenari e delle prospettive per nuove sinergie tra Italia e Giappone. Nello specifico, una particolare attenzione è stata dedicata alla ripresa post-pandemica ed alle future opportunità di interazione che essa può offrire, in particolare nei settori dell’innovazione tecnologica e della economia verde.

### Seconda edizione (2021)
La seconda edizione del Forum si è conclusa a Fukuoka il 30 novembre 2021.
Al centro del dibattito, chiaramente il futuro delle relazioni tra Italia e Giappone, in particolare la collaborazione scientifica e tecnologica, nel rilancio dei rapporti commerciali e negli investimenti comuni nei settori innovazione, digitalizzazione, economia verde e agricoltura.

### Terza edizione (2022)
La terza edizione del Forum si terrà a Tokyo il 15 dicembre 2022; l'evento prevede l'utilizzo della realtà virtuale con ologramma, una innovazione che, eliminando gli spostamenti dei partecipanti, consente di risparmiare importanti emissioni di CO2.
L'obiettivo di questo evento è lo sviluppo di linee guida comuni per progetti e sinergie, un documento condiviso da presentare ai rispettivi governi e soluzioni pratiche per migliorare l'interscambio reciproco di prodotti, conoscenze ed eccellenze. Al centro dell'incontro si trova la sfida al rinnovamento del sistema industriale, economico, sociale e ambientale, l'autosufficienza alimentare, le comunità energetiche rinnovabili, le nuove tecnologie, la sicurezza nazionale e la sostenibilità.